# Dicranomyia (Dicranomyia) punctulatina
Dicranomyia (Dicranomyia) punctulatina is een tweevleugelige uit de familie steltmuggen (Limoniidae). De soort komt voor in het Australaziatisch gebied.